# Cooktown
Cooktown in Queensland, auf der Kap-York-Halbinsel, ist die nördlichste Stadt an Australiens Ostküste. Zum Zeitpunkt der Volkszählung im Jahr 2021 lebten in der 6 m über Meereshöhe liegenden Stadt insgesamt 1.797 Einwohner, im Einzugsbereich etwa 2.700 Menschen. Die Durchschnittstemperaturen liegen im Bereich von 24,3 °C bis 31,5 °C bei einem Jahresniederschlag von 1.810 mm.

## Geschichte
Der englische Entdecker James Cook landete hier 1770 an der Mündung des nach seinem Schiff – der Endeavor – benannten Flusses Endeavour River. Cook und seine Besatzung verbrachten hier, während seiner ersten Südseereise 1768 bis 1771, zwei Monate, um das am Great Barrier Reef, auf Höhe von Cape Tribulation leckgeschlagene Schiff zu reparieren. Die Stadt wurde 1873 gegründet. 

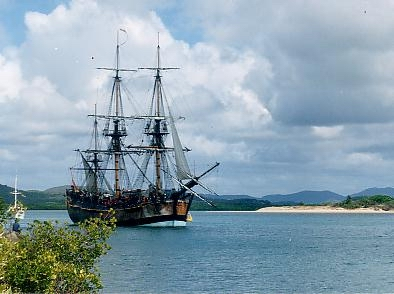
Nachbildung der HM Bark Endeavour im Hafen von Cooktown

Rund 110 Jahre später entdeckte man in der Gegend am Palmer River Goldvorkommen, welche sich als die größten Queenslands herausstellten. Aufgrund des Andrangs der Digger (Goldsucher) entstand eine Zeltstadt, aus der sich schnell eine richtige Stadt entwickelte. Man gab ihr zunächst den Namen Cook’s Town (später Cooktown). Zu dieser Zeit zählte man in Cooktown ca. 30.000 Einwohner. Mit dem Goldrausch kamen zahlreiche Chinesen in den Ort, die nicht nur nach Gold suchten, sondern auch als Händler und in anderen Bereichen arbeiteten.
Am Discovery Festival wird heute noch in Cooktown einmal jährlich der Landung Cooks mit einem großen Volksfest gedacht. Unter anderem wird auch die Anlandung in historischen Kostümen nachgespielt, wobei diese aufgrund der mehrtägigen Feierlichkeiten, an denen auch die handelnden Protagonisten teilnehmen, nicht unbedingt um historische Korrektheit bemüht ist.

## Infrastruktur
Lange war Cooktown von Cairns aus nur per Schiff, Flugzeug oder über die unbefestigte Cooktown Developmental Road per Geländewagen mit Allradantrieb zu erreichen. Seit 2006 existiert mit dem Mulligan Highway eine der alten Entwicklungsstraße folgende befestigte Verbindung zum Kennedy Highway, wodurch die Autofahrt von Cairns nach Cooktown nur noch 3,5 statt vorher 4,5 – 5 Stunden dauert.

## Persönlichkeiten
- Vera Scarth-Johnson (1912–1999), britisch-australische Biologin, Illustratorin und Naturschützerin